# Fridl Loos

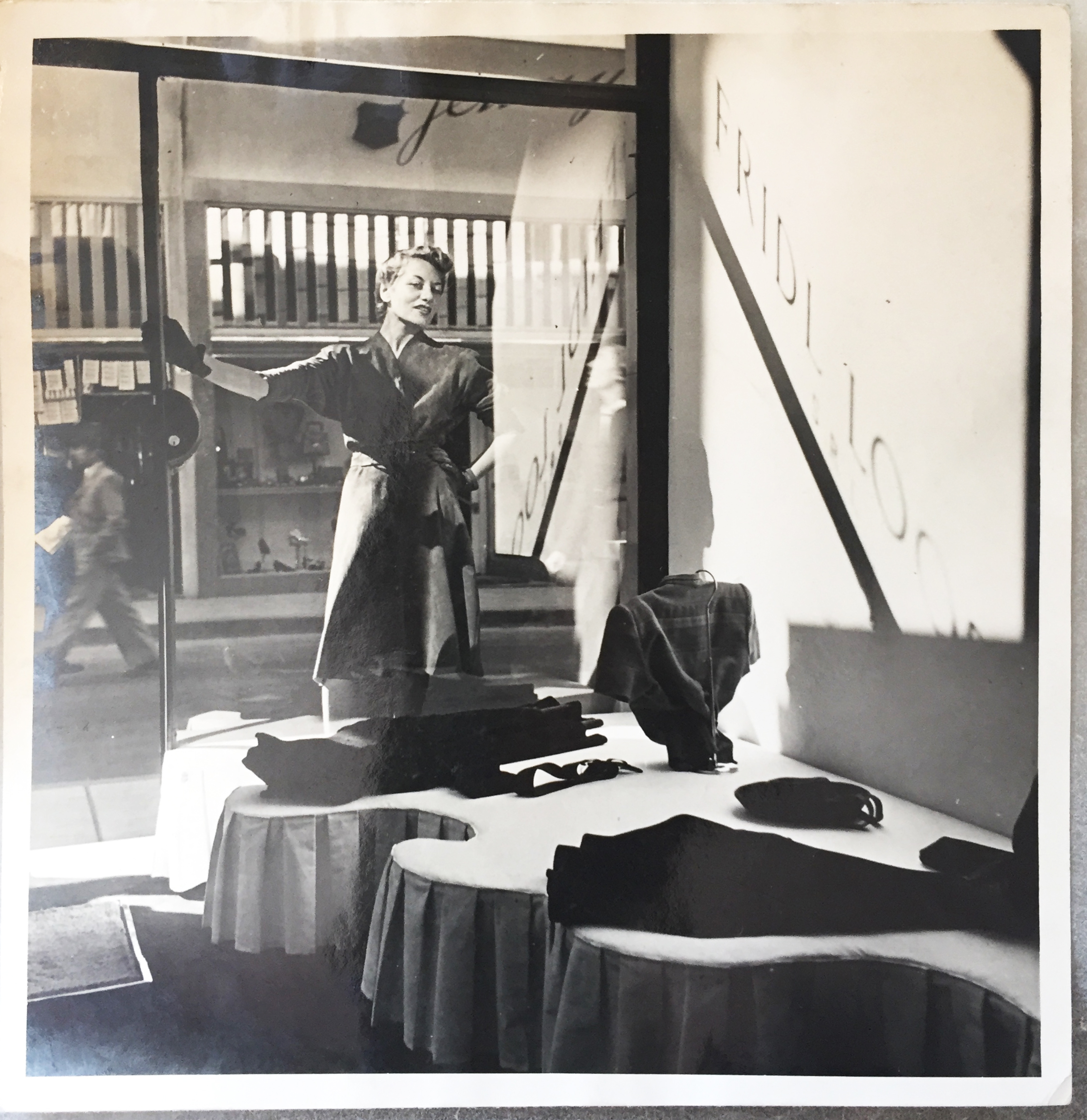
Calle Florida 954. Ciudad de Buenos Aires, 1942.

Elfriede Steininger, conocida como Fridl Loos (Rodaun, Viena, 22 de septiembre de 1905-Buenos Aires, 27 de junio de 2000) fue una diseñadora de indumentaria y artista plástica austríaca, pionera del diseño de autor en la Argentina, que creó un estilo propio en la moda inspirado en el folklore del país y en la incorporación de tejidos autóctonos a sus prendas. Además realizó diseño textil y vestuario para cine y teatro.

## Reseña biográfica
Entre 1921 y 1925 asistió a la Escuela de Artes y Oficios de Viena. Estudió Arquitectura con Josef Hoffmann, Textiles y Ornamentos con Rosalia Rothansl y Franz Cižek. En la Escuela de Artes y Oficios conoció a quien sería su marido, el arquitecto Walter Loos. A partir de su matrimonio, Elfriede (Fridl) Steininge comenzó a ser conocida por el apellido de su esposo.
En 1925, al finalizar sus estudios, abrió junto con Gertrud Höchsmann un salón de moda en Viena, y su producción se desarrolló dentro de los cánones modernistas de la época. En los años 30 diseñó trajes para el teatro y el cine, así como para producciones de diseñadores y casas de moda londinenses como casa Jaeger. Las primeras publicaciones de sus modelos aparecieron en las revistas Vogue y Harper’s Bazaar.
En esta época, en algunas fuentes, se la conoce como la “diseñadora de vestuario de Max Reinhardt y Otto Preminger”, porque bajo su dirección, junto con Gertrud Höchsmann, diseñó muchos de los trajes para el Theater in der Josefstadt, el más antiguo de Viena.
Fridl y Walter Loos llegaron a la Argentina en 1940, por sus ideas socialdemócratas, escaparon del clima tenso de la Segunda Guerra Mundial y con ansias de trabajar y conocer otras partes del mundo, primero se dirigieron a Inglaterra y a los EE. UU., donde una vez en Nueva York, y como consecuencia de la no concesión del permiso de trabajo, se casaron y abandonaron el país rumbo a Sudamérica. 

### Diseño de moda
En poco tiempo de su llegada a la Argentina se relacionaron con artistas e intelectuales locales y exiliados que protagonizaban nuevas corrientes de expresión, y además con gran espíritu creativo y estético, desde su formación académica y trayectoria profesional supieron apropiar, incorporar, mezclar y reinterpretar los materiales y técnicas locales.
La pareja realizó frecuentes viajes al Noroeste del país, en donde la diseñadora quedó fascinada con la estética y cultura criolla, que luego volcó en sus creaciones, usando materiales típicos de la zona como los tejidos de barracán, cueros, semillas y cerámicas. Con estas texturas continuó en el resto de sus colecciones y en los bocetos de los diseños realizados para Neiman Marcus.
También adoptó la forma del poncho salteño, presente en la mayoría de sus colecciones, por su simplicidad y caída sobre el cuerpo. Sus diseños apuntaban al desarrollo de la abstracción y la geometría, dialogando con el pasado, lo primitivo, lo folklórico o popular. La socióloga Susana Saulquin afirma que «Más allá de sus aportes estilísticos en sus colecciones personales, Tapia, Manero y Loos ayudaron a resaltar la importancia y la necesidad de afianzar la identidad argentina, a partir de la utilización y difusión de nuestros materiales autóctonos.»
Sus túnicas con guardas de ponchos pampa y creaciones en barracán y patchworks fueron elogiadas por la directora de Vogue, Diane Vreeland, y destacadas en una crónica del Women's Wear Daily, en 1942.
En la moda argentina se la considera pionera por el uso innovador del color y de nuevas tipologías en un tiempo donde imperaban las siluetas del New Look de Dior y los diseños de la alta costura francesa. Fridl Loos propuso un cambio ya que hasta entonces solo se copiaba modelos de otras partes del mundo.

“Con independencia total de las tendencias de la moda, Loos supo imponer un criterio absolutamente vanguardista y personal para la época. Mezclaba materiales como barracanes, lanas tejidas en telar, cueros y gamuzas con técnicas diferentes como patchwork o batik marmolado estampado sobre seda”, define Saulquin.

Para los accesorios, como cinturones y collares, también mostró su talento para emplear materiales poco costosos, trenzado o cromáticamente combinados en una pieza única. «Nunca me gustaron las alhajas -dijo ella- y prefiero los adornos nativos hechos en madera, semillas, cordones de cuero trenzados».
En 1942 abrió su primer salón de moda propio en Buenos Aires, en la calle Florida 954. Hacia 1943 inauguró un local en un balneario de Mar del Plata. En 1944 trasladó el espacio de la calle Florida a la avenida Santa Fe 788. Dos años más tarde, en 1946, apostó con nuevo salón de moda aún más amplio, ubicado en las Galerías Pacífico, al que llamó “Rancho”, que permaneció hasta 1962 bajo la dirección de Eleanor Steiniger-Reed, sobrina de Fridl. Todos los locales estaban decorados por Walter Loos, logrando que la estética arquitectónica concordara con las creaciones de estampados textiles de su esposa. Fueron creadores de vidrieras con elementos innovadores y composición novedosa, iniciada en Rancho, con su ornamentación de ponchos y boleadoras, y que utilizaron en todas sus tiendas. Estuvo a punto de abrir una sucursal en Punta del Este asociada con Helena Rubinstein.
La diseñadora viajaba cada año a Alemania y Austria desde donde traía ideas y novedades que luego aplicaba en sus diseños vanguardistas en sus tiendas de Buenos Aires.
La interrelación entre la moda y la arquitectura de las prendas de Loos fueron descriptos por la experta Felisa Pinto alrededor de 1962: «poco importa para ella que este año, en la próxima temporada en la que viene se use el rosado o el verde, el hombro redondeado los grandes escotes. Una investigación constante de sus diseños hace que los resultados sean despojados, nítidos, inteligentes como el plano más estricto de un arquitecto».
Contó entre sus clientas a Hedy Lamarr en su negocio de Viena, a Lana Turner y Helena Rubinstein,  que le facilitó los contactos para exponer sus pinturas en Nueva York. La actriz Delia Garcés fue su socia en su primer local de Buenos Aires, y una de sus mejores clientas. Ella se hizo diseñar por Fridl el vestuario completo para muchas de sus películas, y todos los trajes para su uso particular. Artistas y mujeres de la alta sociedad argentina encontraron innovadores los diseño de Loos, entre las que contaban la empresaria Amalia Lacroze de Fortabat, la actriz Amelia Bence, la presentadora Lidia “Pinky” Satragno y la cantante Susana Rinaldi fueron algunas de las que utilizaron sus prendas.
Su colaboración en el diseño de vestuario para películas del cine argentino le permitió realizar los trajes para once largometrajes argentinos:
- Veinte años y una noche (Alberto de Zavalía, 1941)

- La maestrita de los obreros (Alberto de Zavalía, 1942)
- Concierto de almas (Alberto de Zavalía, 1941)
- Ceniza al viento (Luis Saslavsky, 1942)
- Eclipse de sol (Luis Saslavsky, 1943)
- Su primer baile (Ernesto Arancibia, 1942)
- Casa de muñecas (Pierre Chenal, 1943)
- El viaje sin regreso (Pierre Chenal, 1946)
- Treinta segundos de amor (Luis Mottura, 1947)
- Los pulpos (Carlos Hugo Christensen,1948)
- Los árboles mueren de pie (Carlos Schlieper, 1951)
- Juguemos en el mundo, en colaboración con Renata Schusseim, (María Herminia Avellaneda, 1971)

En teatro, a modo de ejemplo, fue la responsable del vestuario de la actriz Gloria Guzmán en la obra  "Si Eva se hubiese vestido" (1944).

### Artes plásticas

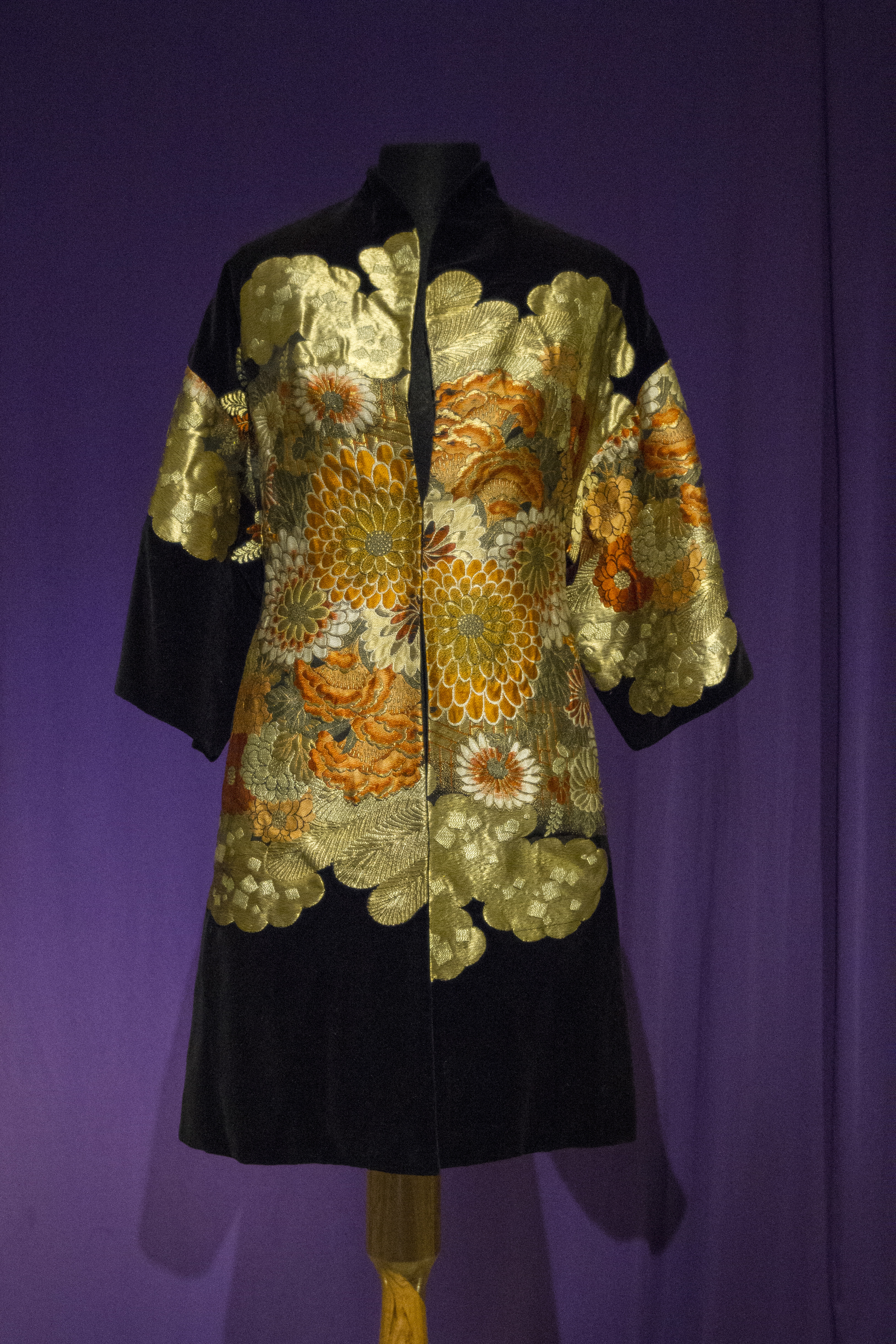
Chaqueta de terciopelo de algodón y tela bordada de un maru obi de origen japonés. Diseño por Fridl Loos, ca. 1950, exhibida en el Museo Nacional de la Historia del Traje

También se dedicó a la pintura, realizando fotogramas y acuarelas. 
En 1950 expuso sus trabajos pictóricos en el Instituto de Arte Moderno de Buenos Aires, en 1955 en la galería “The Contemporaries” de Nueva York. En 1958 se presentó en el Museo de Arte Moderno de Río de Janeiro.
En Buenos Aires, el Instituto de Arte Moderno y el Salón Peuser exhibieron sus pinturas; el Centro Cultural Recoleta presentó una muestra del conjunto de su obra en 2000.
Un sector de la exhibición The Unknown Loos: Walter, que se realizó en Architekturzentrum Wien, en Viena. entre marzo y mayo de 2006, un sector correspondió a su trabajo.
El Museo Nacional de la Historia del Traje de Buenos Aires mostró túnicas de su autoría en el marco de la exposición “Pioneras del diseño en Argentina: Mary Tapia (1936-2011), Fridl Loos (1905-2000) y Medora Manero (1922-2011)” en 2017.
En 2020 la muestra Matrices, mujeres del diseño en el CCK, expone trabajos de Fridl Loos, junto con otras pioneras del diseño de los años treinta a setenta.

## Fallecimiento y legado
Fridl Loos fue tardíamente reconocida, posiblemente por el hecho de ser mujer, extranjera y además, haberse dedicado al mundo de la moda.
Se retiró de la moda a partir de la muerte de su marido, en 1974, se dedicó a continuar experimentando con fotogramas. Falleció a los noventa y cuatro años el 27 de junio de 2000, en su departamento de Av. Leandro N. Alem y Ricardo Rojas, que había adquirido y remodelado junto a Walter Loos apenas llegados a Buenos Aires.
En 2016 el Museo Nacional de la Historia del Traje recibió una importante donación de su obra, la cual conserva e investiga, entre la que se destacan, trajes, figurines y fotografías.